# 11 personal utterances about Jørgen Leth and his work
11 personal utterances about Jørgen Leth and his work er en dansk dokumentarfilm fra 2009.